# 克萊芒·朗格萊
基文迪·尼古拉·洛朗·朗格勒（法語：Clément Nicolas Laurent Lenglet，法語發音：[klemɑ̃ nikɔla lɔʁɑ̃ lɑ̃ɡlɛ]；1995年6月17日—），是一名法國職業足球員，司職中后卫。現効力西甲俱樂部马德里竞技。

## 球員生涯

### 球會
朗格勒出生於法國北部的博韋。於南錫開展其球員生涯。他於2013年9月27日第一次代表南錫出賽，時球會正值法乙。至2016-17年球季，隨隊升上法甲，並於該季上陣18場。
他於2017年轉會西甲的西維爾。其間曾於一季內取得三個入球。
至2018年再轉會至巴塞羅那足球俱樂部。 就於加盟首季贏得了西甲聯賽冠軍。
2022年7月8日，被租借至英超俱樂部熱刺。

### 國家隊
朗格勒2019年首次代表法國國家足球隊參加國際比賽，並於2021年6月代表法國出戰2020年歐洲國家盃。

## 榮譽

### 俱樂部
南錫
- 法乙冠軍：2015-16賽季

 巴塞隆納
- 西甲冠軍：2018-19賽季[3]
- 西班牙國王盃冠軍：2020-21賽季
- 西班牙超級盃 冠軍：2018年

## 外部連結
- Soccerway資料庫：克萊芒·朗格萊